# Bernhard Guhl

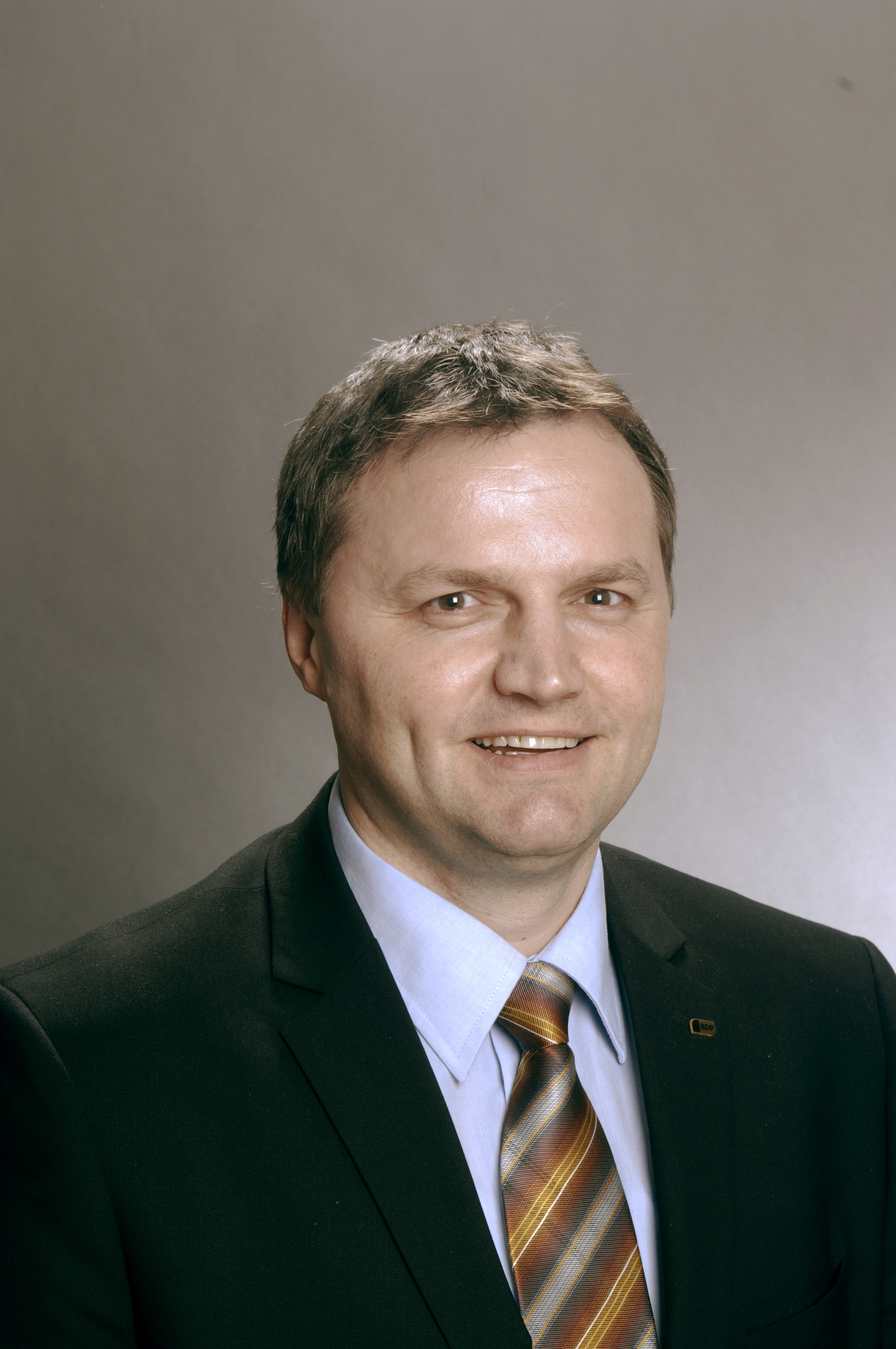
Bernhard Guhl (2011)

Bernhard Guhl (* 10. Juni 1972 in Uzwil; heimatberechtigt in Schlatt) ist ein Schweizer Politiker (BDP). Er war von 2011 bis 2019 Nationalrat.

## Ausbildung und Beruf
Guhl wuchs in Oppikon (Thurgau) auf dem Bauernhof seiner Eltern auf. Er absolvierte eine Lehre als Elektromonteur und bildete sich anschliessend an der Hochschule für Technik Rapperswil zum Elektroingenieur weiter. Es folgte ein Nachdiplomstudium zum Wirtschaftsingenieur und zum zertifizierten Projektingenieur. Im Jahr 2000 zog er in den Kanton Aargau und war bei der ABB angestellt. Unter anderem war er am Bau einer Trinkwasserpipeline in Saudi-Arabien sowie bei der Einrichtung von Zementanlagen tätig. Heute arbeitet er für Siemens beim Verkauf und bei der Abwicklung von Mittel- und Hochspannungsanlagen.

## Politik
Bis 1997 war Guhl im Thurgau Mitglied der Jungen SVP. Zehn Jahre später bewog ihn der Ausschluss von Bundesrätin Eveline Widmer-Schlumpf aus der SVP dazu, wieder in die Politik einzusteigen. Im November 2008 gehörte er zu den Gründungsmitgliedern der BDP Aargau; er war bis 2016 Präsident der aargauischen Kantonalpartei. Von 2009 bis 2012 war Guhl im Aargauer Grossen Rat. Bei den Wahlen am 23. Oktober 2011 wurde er in den Nationalrat gewählt, 2015 im Amt bestätigt. Bei den Nationalratswahlen 2019 wurde er nicht wiedergewählt.

## Privates
Guhl lebt in Niederrohrdorf. Er ist verheiratet und hat zwei Töchter. In der Schweizer Armee bekleidet er den Rang eines Gefreiten.